# Пескова (присілок)
Пескова (рос. Пескова) — присілок у Волотовському районі Новгородської області Російської Федерації.
Населення становить 18 осіб. Належить до муніципального утворення Волотське сільське поселення.

## Історія
До 1927 року населений пункт перебував у складі Новгородської губернії. У 1927-1944 роках перебував у складі Ленінградської області.
Орган місцевого самоврядування від 2010 року — Волотське сільське поселення.

## Населення
1. Н/Д[2]